# Radzovce
Radzovce es un municipio del distrito de Lučenec en la región de Banská Bystrica, Eslovaquia, con una población estimada a final del año 2024 de 1557 habitantes.
Se encuentra ubicado en el centro-sur de la región, en el valle del río Ipoly —un afluente izquierdo del Danubio— y cerca de la frontera con Hungría.

## Demografía
| Año        | 1994 | 2004    | 2014    | 2024    |
| ---------- | ---- | ------- | ------- | ------- |
| Población  | 1620 | 1601    | 1553    | 1557    |
| Diferencia |      | −1,17 % | −2,99 % | +0,25 % |

| Año        | 2023 | 2024    |
| ---------- | ---- | ------- |
| Población  | 1548 | 1557    |
| Diferencia |      | +0,58 % |